# Varronia foliosa
Varronia foliosa är en strävbladig växtart som först beskrevs av Carl Friedrich Philipp von Martius och Gal., och fick sitt nu gällande namn av A. Borhidi. Varronia foliosa ingår i släktet Varronia och familjen strävbladiga växter. Inga underarter finns listade i Catalogue of Life.